# Symphonie no 5 de Schubert
Pour les articles homonymes, voir Symphonie no 5.
La Symphonie no 5 en si bémol majeur (D. 485) est une symphonie de Franz Schubert, composée à l'âge de 19 ans en septembre-octobre 1816.
Quoique la Cinquième Symphonie ait été achevée au bout de quelques semaines le 3 octobre 1816, sa première exécution publique aurait eu lieu en 1841, treize ans après la mort du compositeur, bien que d'autres sources affirment que sa partition a été retrouvée encore plus tardivement. Il est probable qu'elle fut cependant jouée en privé au cours des réunions d'amis musiciens dans la maison d'Otto Hadwig.
Le numéro du catalogue (D. 485) montre que malgré son jeune âge, il avait alors écrit près de la moitié de son œuvre. Il était dans une période particulièrement prolifique, d'autant plus étonnante qu'il disposait alors de peu de temps pour la composition, étant employé comme enseignant dans l'école de son père.

## Orchestration
La Cinquième Symphonie nécessite un orchestre modeste comprenant une seule flûte, deux hautbois, deux bassons, deux cors et les cordes. Il n'y a donc aucune clarinette ni percussions ni trompette et l'orchestre est proche des effectifs pré-romantiques des premières symphonies de Mozart. Pour cette raison, elle est parfois surnommée « symphonie sans tambour ni trompette ».  Elle est à la fois classique dans sa forme et riche sur le plan mélodique.
| Instrumentation de la symphonie no 5                                           |
| Cordes                                                                         |
| premiers violons, seconds violons, altos, violoncelles, contrebasses           |
| Bois                                                                           |
| 1 flûte, 2 hautbois, 2 bassons                                                 |
| Cuivres                                                                        |
| 2 cors en si bémol (respectivement en mi et en sol dans le 2e et 3e mouvement) |

## Structure
La symphonie comporte quatre mouvements et son exécution demande environ une demi-heure.
1. Allegro, en si bémol majeur, à 
.
2. Andante con moto, en mi bémol majeur, à 
.
3. Menuet — Allegro molto, en sol mineur, à 
, avec un trio en sol majeur.
4. Allegro vivace, en si bémol majeur, à 
.

### Allegro
Contrairement aux symphonies précédentes de Schubert, le premier mouvement de celle-ci ne comporte pas d'introduction lente mais débute directement par un thème vif, proche du finale de sa quatrième symphonie.

### Menuet
À l'instar de la 40e symphonie  de Mozart, il s'agit d'un morceau en Sol mineur qui comprend un passage central en Sol majeur.